# جون فيشر (موزع)
جون فيشر (بالإنجليزية: John Fisher)‏ هو موزع بريطاني، ولد في 29 يوليو 1950.

## وصلات خارجية
- جون فيشر على موقع ميوزك برينز (الإنجليزية)